# Bittacus tarsalis
Bittacus tarsalis är en näbbsländeart som beskrevs av Miyamoto 1984. Bittacus tarsalis ingår i släktet Bittacus och familjen styltsländor. Inga underarter finns listade i Catalogue of Life.